# Joseph Glanvill
Joseph Glanvill (1636 – 4 novembre 1680) è stato uno scrittore, filosofo e sacerdote inglese.

## Biografia
Educato alla Università di Oxford, venne eletto vicario di Frome, una cittadina inglese del Somerset, nel 1662 e rettore dell'Abbey Church di Bath nel 1666, ed infine prebendario di Worcester, nel 1678. 

## Il pensiero
Le sue opere sono piene di visioni proprie dello spirito e della superstizione del tempo e possono sconcertare il lettore moderno; in aggiunta a ciò occorre considerare anche il fatto che spesso i punti di vista delle sue opere si contraddicono fra loro.
Glanvill fu infatti strenuo difensore della neonata Royal Society della quale divenne membro nel 1666 e autore dello scritto The Vanity of Dogmatizing del 1661, nel quale l'autore criticava l'eccesso dello scolasticismo e dell'intolleranza religiosa, in nome della tolleranza, del metodo scientifico e della libertà di pensiero. D'altro canto fu autore di uno scritto quale il Sadducismus Triumphatus, nel quale Glanvill si scagliava contro lo scetticismo nei riguardi dell'esistenza della stregoneria e delle streghe, che influenzò fortemente l'autore Cotton Mather, responsabile morale del celebre processo alle streghe di Salem. Quando morì Mather, nella sua biblioteca fu trovata una copia dell'opera di Glanvill.
Secondo la visione di Glanvill il mondo non può essere interpretato soltanto con la ragione deduttiva. Per questo motivo occorre ammettere l'esistenza del sovrannaturale, indagabile anche con la ragione, ma quest'ultima non deve negare solo perché non può comprenderne i fenomeni. In base a questo presupposto, seguendo in questo il filosofo Henry More, suo grande amico, negare l'esistenza degli spiriti e delle entità demoniache è negare la veridicità della Bibbia e significa fare il primo passo verso l'ateismo.
Il racconto Ligeia di Edgar Allan Poe contiene delle epigrafi attinte dall'opera di Glanvill. Inoltre troviamo la sua figura citata nel racconto "Una discesa nel Maelström" e nei racconti "La cerimonia" e "Il trapasso di Juan Romero" di Howard Phillips Lovecraft.